# Dél-afrikai Egyetem
A Dél-afrikai Egyetem (UNISA - University of South Africa) központja a dél-afrikai Pretoriában van.
Körülbelül kétszázezer hallgató tanul az egyetemen, egyike a világ néhány "mega egyetemének".

## Története
1873-ban alapították Jóreménységfoki Egyetem néven, ma University of South Africa (UNISA - ejtsd jú-ní-szá). Eleinte az Oxfordi valamint a Cambridge-i egyetem alá tartozott, majd 1946-ban új szerepet kapott mint oktatási egyetem és napjainkban akkreditált diplomát és akadémiailag elismert kurzusokat tart.
2004 januárjában UNISA egyesült a Technikon SA-val és létrejött a Vista University (Vista Egyetem VUDEC). Az új összevont egyetemet még mindig University of South Africa (UNISA) néven ismerik.

## Az egyetem

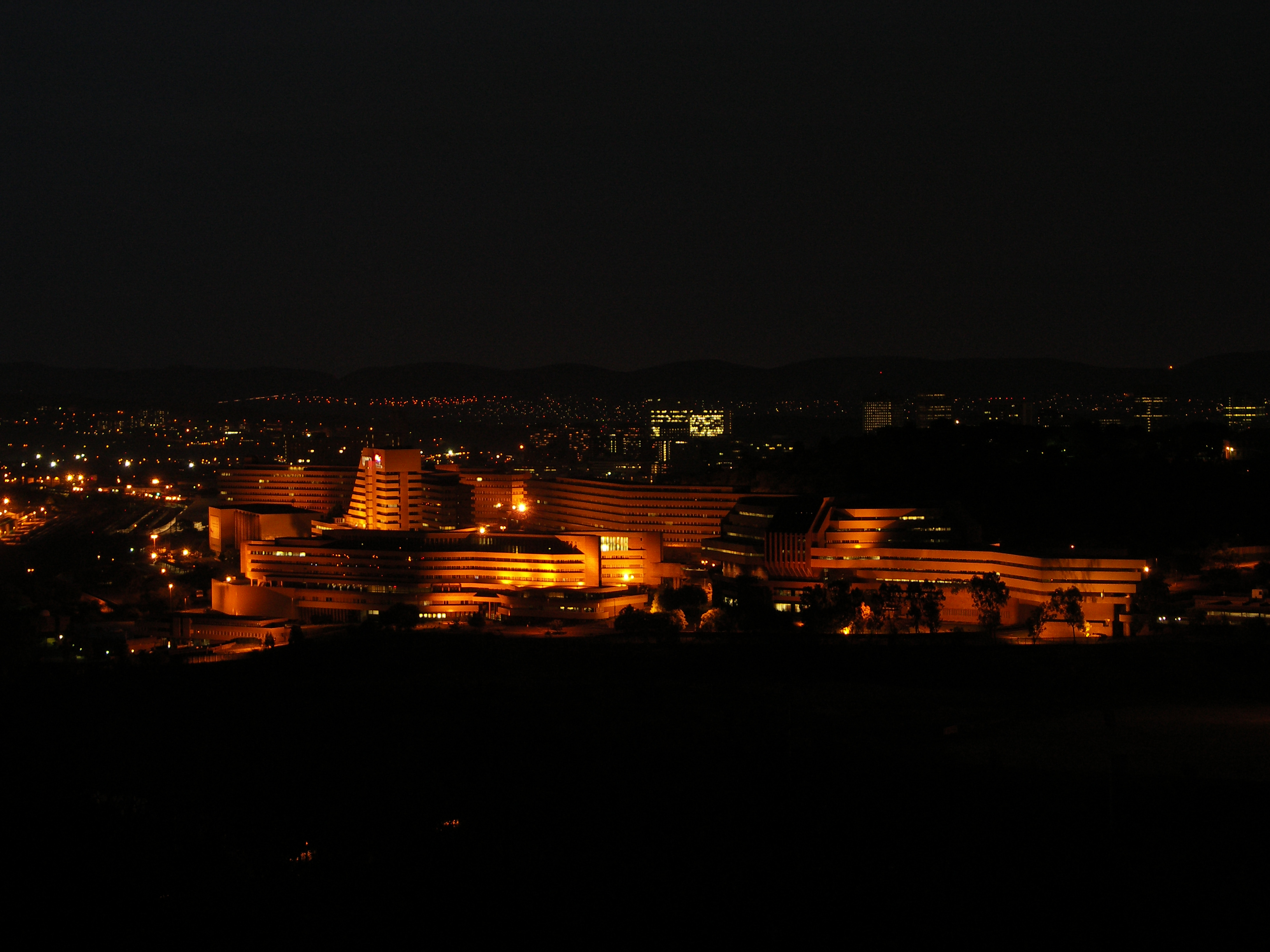
UNISA központi campus éjjel

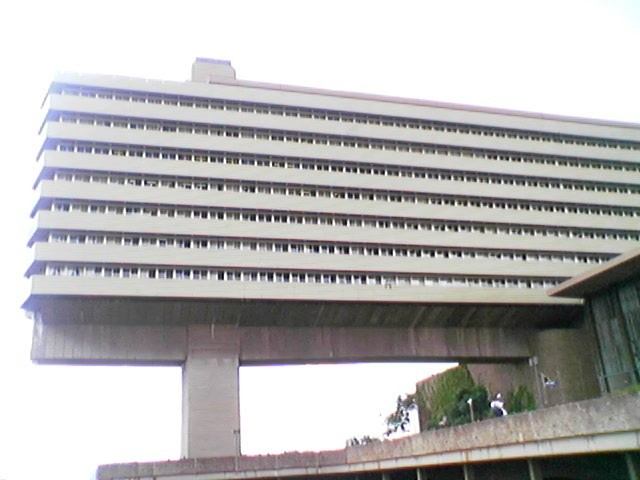
A Theo van Wijk Épület eleje a központi campuson

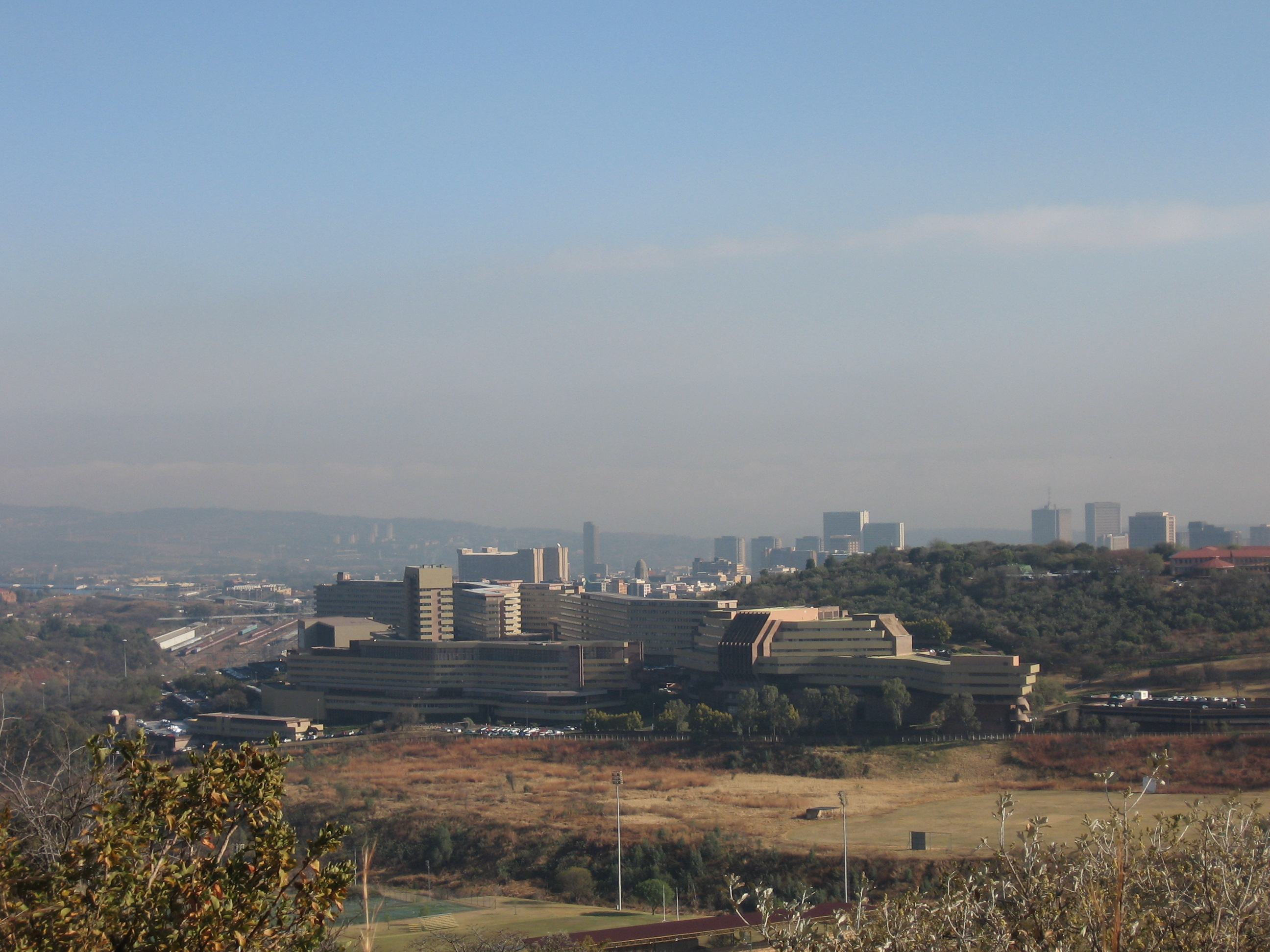
Az UNISA központi Campusa Pretoriában

### Elhelyezkedés
- Központi Campus: Pretoria (Gauteng)
- Területi központok:
Florida (Gauteng),
Durban (KwaZulu-Natal),
Fokváros (Western Cape),
Polokwane (Limpopo),
Mbombela (Mpumalanga),
Mahikeng (North West),
Kimberley (Northern Cape),
Gqeberha (Eastern Cape),
Bloemfontein (Free State).

### Diákok és alkalmazottak
Az egyetemnek jelenleg körülbelül 328 000 diákja van Dél-Afrikában, más afrikai országokban valamint külföldön. 4000 alkalmazott dolgozik az egyetemen oktatási valamint adminisztrációs területen.

### Karok
- Közgazdaságtan és Menedzsment Kar
- Bölcsészettudományi Kar
- Jogi Kar
- Működikérnöki- és Technológiatudományi Kar
- Agrár- és Környezettudományi Kar
- Üzleti vezetés alapképzés

### Egyéb intézmények
- Centre for African Renaissance Studies (CARS)

### Akkreditáció
Az Unisa 1877-ben kapta meg a királyi engedélyt a működéshez. A University of South Africa Act alá tartozik (1959, No. 19), és a "South African Department of Education and the Council on Higher Education (CHE)" akkreditációja alapján működik.
2002. január 12-én az UNISA teljeskörű akkreditációt kapott. Az akkreditáció 2007 márciusában lejárt és nem lett megújítva.

### Felvételi követelmények
A hallgatóknak rendelkezniük kell egy középiskolai bizonyítvánnyal, amely a saját országukban feljogosítja őket a továbbtanulásra.

### Előnyök
A piaci felmérés azt mutatja, hogy az Unisa Dél-Afrika legkiválóbb egyetemei közé tartozik (2001).
- Az árak akár 1/4-del - 1/3-dal olcsóbbak más egyetemekhez képest;
- Rugalmas kurzusok a hallgatók igényeinek megfelelően;
- Keresett, nemzetközileg elismert diplomák.

## Kultúra
A Dél-afrikai egyetem 1873-as megalapulása óta mindenféle kulturális eseményt támogat. Az UNISA's Bölcsészettudományi kara révén nyelvi, képzőművészeti, zene intézmények lettek beindítva.
- Művészet afrikai központja, kultúra és kertészeti tanulmányok
- Antropológiai- és Archeológiai múzeum
- Zene szakirány
- Unisa Művészeti Galéria
- Unisa Zenei alapítvány
- Kis színház

## UNISA Alapítvány
Az Unisa Alapítványt 1966-ban hozták létre és ma megközelítőleg 280 aktív adományozója van, köztük magánszemélyek és nagyvállalatok, dél-afrikaiak és külföldiek.
Székhelye az Unisa központi campusán Muckleneuck-ban, Pretoria városban van, az alapítványnak adományalapja és fejlődési tervei vannak Gautengben.

### Az egyetem
- A Dél-afrikai Egyetem honlapja (angolul)
- Google Maps-en az Unisa
- Open Street Map
- WikiStudent.ws - Az Unisa nem hivatalos honlapja diákoktól

### Nemzetközi együttműködés
- The Network for Education and Research in Europe
- Masterstudium in Praktischer Theologie - Theologisches Seminar Adelshofen, Germany Archiválva 2007. március 6-i dátummal a Wayback Machine-ben
- Thomas Edison State College
- Athabasca University